# قسم كاكاوند الغربي الريفي (مقاطعة دلفان)
قسم كاكاوند الغربي الريفي (بالفارسية: دهستان کاکاوند غربی) هي منطقة ريفية تقع في منطقة كاكاوند في إيران. يقدر عدد سكانها بـ 5,831 نسمة .